# Општина Кнић
Општина Кнић је општина у Шумадијском округу у средишту Србије. По подацима из 2004. општина заузима површину од 413 km2 (од чега на пољопривредну површину отпада 27199 ha, а на шумску 10118 ha).
Седиште општине је сеоско насеље Кнић. Општина Кнић се састоји од 36 насеља. Према подацима са последњег пописа 2022. године у општини је живело 11.729 становника (према попису из 2011. било је 14.237 становника).

## Демографија
Општина је према попису из 2011. године углавном насељена Србима. 
| Етнички састав према попису из 2011.‍ | Етнички састав према попису из 2011.‍ | Етнички састав према попису из 2011.‍ | Етнички састав према попису из 2011.‍ | Етнички састав према попису из 2011.‍ |
| ------------------------------------ | ------------------------------------ | ------------------------------------ | ------------------------------------ | ------------------------------------ |
|                                      |                                      |                                      |                                      |                                      |
| Срби                                 | Срби                                 |                                      | 14.081                               | 98,90%                               |
| остали                               | остали                               |                                      | 156                                  | 1,09%                                |
| укупно: 14.237                       |                                      |                                      |                                      |                                      |

## Насеља
| - Бајчетина - Балосаве - Баре - Бечевица - Борач - Брестовац - Брњица - Бумбарево Брдо - Врбета - Вучковица - Грабовац | - Гривац - Гружа - Гунцати - Губеревац - Драгушица - Дубрава - Жуње - Забојница - Кикојевац - Кнић | - Кнежевац - Коњуша - Кусовац - Лесковац (Кнић) - Липница - Љуљаци - Опланић - Претоке - Радмиловић - Суморовац - Топоница |  |